# Bisdom Governador Valadares
Het bisdom Governador Valadares (Latijn: Dioecesis Valadarensis) is een rooms-katholiek bisdom met als zetel Governador Valadares, in Brazilië. Het bisdom is suffragaan aan het aartsbisdom Mariana.

## Geschiedenis
Het bisdom werd opgericht op 1 februari 1956, uit delen van de bisdommen Araçuaí en Caratinga, en het aartsbisdom Diamantina

## Parochies
Het bisdom had in 2021 een oppervlakte van 14.588 km2 en telde 512.317 inwoners waarvan 59,7% rooms-katholiek was.

## Bisschoppen
- Hermínio Malzone Hugo (29 januari 1957 - 7 december 1977)
- José Gonçalves Heleno (7 december 1977 - 25 april 2001; coadjutor sinds 19 juli 1976)
  - Emanuel Messias de Oliveira (apostolisch administrator: 25 april 2001 - 17 februari 2002)
- Werner Franz Siebenbrock (19 december 2001 - 6 maart 2014)
- Antônio Carlos Félix (6 maart 2014 - heden)

Mariana (aartsbisdom) · Caratinga · Governador Valadares · Itabira-Fabriciano